# Чемпионат СССР по лёгкой атлетике в помещении 1988
Чемпионат СССР по лёгкой атлетике в помещении 1988 года прошёл 10—12 февраля в Волгограде в манеже института физической культуры. На протяжении 3 дней были разыграны 22 комплекта медалей.
В женском прыжке в длину Галина Чистякова показала четвёртый результат в мировой истории, 7,23 м, уступив собственному рекорду страны 2 сантиметра. По ходу соревнований она трижды прыгала дальше 7 метров: в её активе также попытки на 7,03 м и 7,21 м.
Высокие результаты показали прыгуны в высоту. У мужчин четыре человека взяли планку на 2,32 м, а в женских соревнованиях Людмила Авдеенко и Лариса Косицына покорили двухметровый рубеж.
Чемпионка мира Наталья Лисовская толкнула ядро на 21,60 м, и этот результат стал пятым в мировой истории. Лучше броски удавались только Гелене Фибингеровой (трижды) и самой Наталье (22,14 м годом ранее).
Чемпионат СССР по многоборьям в помещении проводился отдельно 30—31 января 1988 года в Перми.

## Медалисты

### Мужчины
| Дисциплина                | Золото                                  | Золото  | Серебро                                       | Серебро | Бронза                                    | Бронза  |
| ------------------------- | --------------------------------------- | ------- | --------------------------------------------- | ------- | ----------------------------------------- | ------- |
| 60 м                      | Андрей Разин РСФСР Пермь                | 6,69    | не вручалась                                  |         | Геннадий Мирзоян Азербайджанская ССР Баку | 6,72    |
| Николай Юшманов Ленинград |                                         |         |                                               |         |                                           |         |
| 200 м                     | Николай Разгонов Украинская ССР Донецк  | 21,18   | Олег Фатун РСФСР Новочеркасск                 | 21,25   | Игорь Стрельцов Украинская ССР Запорожье  | 21,65   |
| 400 м                     | Владимир Просин РСФСР Саратов           | 46,95   | Александр Багаев Ленинград                    | 47,34   | Вадим Колесников Ленинград                | 47,36   |
| 800 м                     | Андрей Судник Белорусская ССР Минск     | 1.53,17 | Валерий Стародубцев РСФСР Иркутск             | 1.53,44 | Виктор Калинкин РСФСР Пенза               | 1.53,77 |
| 1500 м                    | Виктор Калинкин РСФСР Пенза             | 3.44,32 | Анатолий Калуцкий РСФСР Челябинск             | 3.45,76 | Сергей Афанасьев РСФСР Московская область | 3.45,97 |
| 60 м с барьерами          | Сергей Усов Узбекская ССР Ташкент       | 7,69    | Александр Маркин Москва                       | 7,74    | Айвар Икауниекс Латвийская ССР Рига       | 7,76    |
| Прыжок в высоту           | Сергей Мальченко Москва                 | 2,32 м  | Рудольф Поварницын Украинская ССР Киев        | 2,32 м  | Андрей Морозов Ленинград                  | 2,32 м  |
| Прыжок с шестом           | Валерий Ишутин Узбекская ССР Ташкент    | 5,70 м  | Игорь Потапович Казахская ССР Алма-Ата        | 5,65 м  | Александр Жуков Молдавская ССР Тирасполь  | 5,60 м  |
| Прыжок в длину            | Владимир Бобылёв РСФСР Воронеж          | 8,23 м  | Сергей Лаевский Украинская ССР Днепропетровск | 8,08 м  | Леонид Волошин РСФСР Краснодар            | 8,03 м  |
| Тройной прыжок            | Александр Леонов Белорусская ССР Гомель | 17,39 м | Васиф Асадов Азербайджанская ССР Баку         | 17,37 м | Владимир Черников Узбекская ССР Ташкент   | 17,05 м |
| Толкание ядра             | Вячеслав Лыхо РСФСР Московская область  | 20,35 м | Александр Багач Украинская ССР Бровары        | 20,33 м | Сергей Синица Белорусская ССР Гродно      | 20,26 м |

### Женщины
| Дисциплина       | Золото                                     | Золото   | Серебро                                  | Серебро  | Бронза                                  | Бронза   |
| ---------------- | ------------------------------------------ | -------- | ---------------------------------------- | -------- | --------------------------------------- | -------- |
| 60 м             | Ольга Антонова РСФСР Иркутск               | 7,25     | Марина Жирова РСФСР Московская область   | 7,26     | Надежда Рощупкина РСФСР Тула            | 7,27     |
| 200 м            | Галина Мальчугина РСФСР Брянск             | 23,34    | Наталья Ковтун РСФСР Тула                | 23,57    | Марина Клеянкина Москва                 | 23,76    |
| 400 м            | Ольга Назарова Москва                      | 51,75    | Марина Шмонина Узбекская ССР Ташкент     | 52,53    | Мария Пинигина Украинская ССР Киев      | 52,67    |
| 800 м            | Инна Евсеева Украинская ССР Житомир        | 2.00,11  | Елена Завадская Украинская ССР Донецк    | 2.00,50  | Вера Додика Москва                      | 2.01,04  |
| 1500 м           | Лаймуте Байкаускайте Литовская ССР Вильнюс | 4.08,02  | Марина Ячменёва Ленинград                | 4.10,98  | Ольга Нелюбова РСФСР Московская область | 4.12,46  |
| 3000 м           | Татьяна Самоленко Украинская ССР Запорожье | 9.11,80  | Наталья Артёмова Ленинград               | 9.11,80  | Марина Плужникова РСФСР Горький         | 9.12,48  |
| 60 м с барьерами | Ева Соколова Ленинград                     | 8,05     | Ирина Светоносова Белорусская ССР Минск  | 8,21     | Наталья Точилова РСФСР Андропов         | 8,23     |
| Прыжок в высоту  | Людмила Авдеенко Украинская ССР Одесса     | 2,00 м   | Лариса Косицына РСФСР Московская область | 2,00 м   | Ольга Турчак Казахская ССР Алма-Ата     | 1,94 м   |
| Прыжок в длину   | Галина Чистякова Москва                    | 7,23 м   | Елена Коконова Казахская ССР Алма-Ата    | 6,92 м   | Инесса Кравец Украинская ССР Киев       | 6,92 м   |
| Толкание ядра    | Наталья Лисовская Москва                   | 21,60 м  | Лариса Пелешенко Ленинград               | 20,71 м  | Валентина Федюшина Москва               | 20,33 м  |
| Ходьба на 3000 м | Наталья Спиридонова Москва                 | 12.26,69 | Сада Эйдиките Литовская ССР Каунас       | 12.28,64 | Светлана Кабуркина РСФСР Чебоксары      | 12.30,13 |

## Чемпионат СССР по многоборьям
Чемпионы страны в многоборьях определились 30—31 января 1988 года в Перми в манеже «Спартак». Первой рекордсменкой СССР после утверждения ИААФ официального порядка видов в пятиборье стала Инна Романченкова, выигравшая соревнования с суммой 4661 очко. Победитель мужских соревнований, Павел Тарновецкий, также отметился высшим всесоюзным достижением в восьмиборье — 6725 очков.

### Мужчины
| Дисциплина  | Золото                                 | Золото     | Серебро                         | Серебро    | Бронза               | Бронза     |
| ----------- | -------------------------------------- | ---------- | ------------------------------- | ---------- | -------------------- | ---------- |
| Восьмиборье | Павел Тарновецкий Украинская ССР Львов | 6725 очков | Иван Бабий Украинская ССР Львов | 6719 очков | Олег Урмакаев Москва | 6496 очков |

### Женщины
| Дисциплина | Золото                         | Золото    | Серебро                               | Серебро   | Бронза                         | Бронза     |
| ---------- | ------------------------------ | --------- | ------------------------------------- | --------- | ------------------------------ | ---------- |
| Пятиборье  | Инна Романченкова РСФСР Брянск | 4661 очко | Светлана Бурага Белорусская ССР Минск | 4583 очка | Елена Чичерова РСФСР Краснодар | 4410 очков |